# Панама (филм)
Вижте пояснителната страница за други значения на Панама.
„Панама“ е сръбски игрален филм от 2015 г. на режисьора Павле Вучкович.
Премиерата на филма се състои на 16 май 2015 г. по време на кинофестивала в Кан. В Сърбия премиерата му е на 29 юни 2015 г. по време на киновестивала Cinema City в Нови Сад. В България е прожектиран за първи път на 12 март 2016 г. по време на XX Международен филмов фестивал „София Филм Фест“, където е включен в програма „Балкански конкурс“.

## Награди
- През 2015 г. на фестивала Cinema City в Нови Сад получава награда за принос към националното кино и специална награда на журито за актьорско изпълнение на Йована Стоиликович[1]
- През 2015 г. е номиниран за „Златна камера“ на филмовия фестивал в Кан[1]

## Актьорски състав
- Славен Дошло – Йован
- Йована Стоиликович – Мая
- Милош Пйевач – Милан
- Тамара Драгичевич – Сандра
- Небойша Милованович – професор
- Йелисавета Орасанин – Милица